# Гуви
Гуви́ — коммуна в Валлонии, расположенная в провинции Люксембург, округ Бастонь. Принадлежит Французскому языковому сообществу Бельгии. На площади 165,11 км² проживают 4690 человек (плотность населения — 28 чел./км²), из которых 49,96 % — мужчины и 50,04 % — женщины. Средний годовой доход на душу населения в 2003 году составлял 10 060 евро.
Почтовый код: 6670-6674. Телефонный код: 080.